# 法埃多瓦尔泰利诺
法埃多瓦尔泰利诺（義大利語：Faedo Valtellino），是意大利松德里奥省的一个市镇。总面积4平方公里，人口551人，人口密度137.8人/平方公里（2009年）。国家统计（ISTAT）代码为014028。